# Xã Lake, Quận Clay, Iowa
Xã Lake (tiếng Anh: Lake Township) là một xã thuộc quận Clay, tiểu bang Iowa, Hoa Kỳ. Năm 2010, dân số của xã này là 195 người.